# Innico Caracciolo (1607-1685)
Innico Caracciolo senior (Napoli, 7 marzo 1607 – Napoli, 30 gennaio 1685) è stato un cardinale e arcivescovo cattolico italiano.

## Biografia
Figlio di Francesco, secondo duca di Airola, e Isabella Guevara, duchessa di Bovino. Fu zio del cardinale Innico Caracciolo iunior. Per parte di sua nonna paterna, era discendente dalla nobile famiglia principesca albanese dei Castriota Scanderbeg.
Studiò a Napoli sotto i Gesuiti; in seguito intraprese studi di filosofia e diritto.
Si trasferì a Roma e occupò diversi posti minori nella Curia Romana. Sotto il pontificato di papa Urbano VIII fu nominato protonotario apostolico, referendario dei tribunali della Segnatura Apostolica di Giustizia e di Grazia, chierico della Camera Apostolica e presidente dell'Annona. Fu giudice della Fabbrica di San Pietro, relatore della Sacra Congregazione del Buon Governo e degli elettori del Tribunale della Segnatura Apostolica, sotto il pontificato di papa Clemente X. Fu decano dei Chierici della Camera Apostolica.
Venne creato cardinale e riservato in pectore nel concistoro del 15 febbraio 1666 e pubblicato nel concistoro del 7 marzo 1667.
Il 7 marzo 1667 venne eletto arcivescovo di Napoli. Partecipò al conclave del 1667, che elesse papa Clemente IX. Ricevette la berretta cardinalizia e il titolo di San Clemente, 18 luglio 1667. Partecipò al conclave del 1669-1670, che elesse papa Clemente X. Celebrò sinodi diocesani nel 1669, 1672, 1676 e 1680. Partecipò al conclave del 1676, che elesse papa Innocenzo XI.
Morì il 30 gennaio 1685 a Napoli. Venne sepolto nella cattedrale di Napoli in una tomba monumentale di marmo a forma di tabernacolo sostenuto da quattro colonne, progettata da Pietro Ghetti.

## Successione apostolica
La successione apostolica è:
- Vescovo Matteo Cosentino (1667)
- Vescovo Alessandro Diotallevi, C.R.S.A. (1667)
- Vescovo Francesco Antonio Curzio (1670)
- Vescovo Salvatore Scaglione, O.Carm. (1678)
- Arcivescovo Gaetano Caracciolo, C.R. (1682)

## Ascendenza
|                                         |                                      |                                                                      | Genitori                                                             |  |  | Nonni |  |  | Bisnonni                              |  |  | Trisnonni           |  |
|                                         |                                      |                                                                      |                                                                      |  |  |       |  |  | Marcello Caracciolo, conte di Biccari |  |  | Galeazzo Caracciolo |  |
|                                         |                                      |                                                                      |                                                                      |  |  |       |  |  | Marcello Caracciolo, conte di Biccari |  |  | Galeazzo Caracciolo |  |
|                                         |                                      | Camilla della Leonessa                                               |                                                                      |  |  |       |  |  | Marcello Caracciolo, conte di Biccari |  |  |                     |  |
| Ferrante Caracciolo, I duca di Airola   |                                      |                                                                      |                                                                      |  |  |       |  |  | Marcello Caracciolo, conte di Biccari |  |  |                     |  |
|                                         |                                      | Emilia Carafa della Stadera                                          | Rinaldo Carafa della Stadera, signore di Chiusano                    |  |  |       |  |  |                                       |  |  |                     |  |
|                                         |                                      | Emilia Carafa della Stadera                                          | Rinaldo Carafa della Stadera, signore di Chiusano                    |  |  |       |  |  |                                       |  |  |                     |  |
|                                         |                                      | Emilia Carafa della Stadera                                          | Giovanna Carafa, signora di Ferrazzano                               |  |  |       |  |  |                                       |  |  |                     |  |
| Francesco Caracciolo, II duca di Airola |                                      | Emilia Carafa della Stadera                                          |                                                                      |  |  |       |  |  |                                       |  |  |                     |  |
|                                         |                                      | Alfonso Carafa della Stadera, III duca di Nocera                     | Ferdinando I Carafa della Stadera, II duca di Nocera                 |  |  |       |  |  |                                       |  |  |                     |  |
|                                         |                                      | Alfonso Carafa della Stadera, III duca di Nocera                     | Ferdinando I Carafa della Stadera, II duca di Nocera                 |  |  |       |  |  |                                       |  |  |                     |  |
|                                         |                                      | Alfonso Carafa della Stadera, III duca di Nocera                     | Eleonora Conclubet                                                   |  |  |       |  |  |                                       |  |  |                     |  |
| Camilla Carafa della Stadera            |                                      | Alfonso Carafa della Stadera, III duca di Nocera                     |                                                                      |  |  |       |  |  |                                       |  |  |                     |  |
|                                         |                                      | Giovanna Branai Castriota Scanderbegh, marchesa di Città Sant'Angelo | Ferrante Branai Castriota Scanderbegh, marchese di Città Sant'Angelo |  |  |       |  |  |                                       |  |  |                     |  |
|                                         |                                      | Giovanna Branai Castriota Scanderbegh, marchesa di Città Sant'Angelo | Ferrante Branai Castriota Scanderbegh, marchese di Città Sant'Angelo |  |  |       |  |  |                                       |  |  |                     |  |
|                                         |                                      | Giovanna Branai Castriota Scanderbegh, marchesa di Città Sant'Angelo | Camilla di Capua                                                     |  |  |       |  |  |                                       |  |  |                     |  |
| Innico Caracciolo                       |                                      | Giovanna Branai Castriota Scanderbegh, marchesa di Città Sant'Angelo |                                                                      |  |  |       |  |  |                                       |  |  |                     |  |
|                                         | Giovanni I Guevara, I duca di Bovino | Guevara de Guevara                                                   |                                                                      |  |  |       |  |  |                                       |  |  |                     |  |
|                                         | Giovanni I Guevara, I duca di Bovino | Guevara de Guevara                                                   |                                                                      |  |  |       |  |  |                                       |  |  |                     |  |
|                                         | Giovanni I Guevara, I duca di Bovino | Delfina Loffredo                                                     |                                                                      |  |  |       |  |  |                                       |  |  |                     |  |
| Innico I Guevara, II duca di Bovino     | Giovanni I Guevara, I duca di Bovino |                                                                      |                                                                      |  |  |       |  |  |                                       |  |  |                     |  |
|                                         |                                      | Isabella Frangipani della Tolfa                                      | Giovanni Battista Frangipani della Tolfa, I Conte di Serino          |  |  |       |  |  |                                       |  |  |                     |  |
|                                         |                                      | Isabella Frangipani della Tolfa                                      | Giovanni Battista Frangipani della Tolfa, I Conte di Serino          |  |  |       |  |  |                                       |  |  |                     |  |
|                                         |                                      | Isabella Frangipani della Tolfa                                      | Bernardina Vulcano                                                   |  |  |       |  |  |                                       |  |  |                     |  |
| Isabella Guevara di Bovino              |                                      | Isabella Frangipani della Tolfa                                      |                                                                      |  |  |       |  |  |                                       |  |  |                     |  |
|                                         |                                      | Antonio Carafa della Stadera, I duca di Andria                       | Fabrizio Carafa della Stadera, III conte di Ruvo                     |  |  |       |  |  |                                       |  |  |                     |  |
|                                         |                                      | Antonio Carafa della Stadera, I duca di Andria                       | Fabrizio Carafa della Stadera, III conte di Ruvo                     |  |  |       |  |  |                                       |  |  |                     |  |
|                                         |                                      | Antonio Carafa della Stadera, I duca di Andria                       | Porzia Carafa                                                        |  |  |       |  |  |                                       |  |  |                     |  |
| Porzia Carafa della Stadera             |                                      | Antonio Carafa della Stadera, I duca di Andria                       |                                                                      |  |  |       |  |  |                                       |  |  |                     |  |
|                                         |                                      | Adriana Carafa                                                       | Andrea Carafa, signore di Rodi                                       |  |  |       |  |  |                                       |  |  |                     |  |
|                                         |                                      | Adriana Carafa                                                       | Andrea Carafa, signore di Rodi                                       |  |  |       |  |  |                                       |  |  |                     |  |
|                                         |                                      | Adriana Carafa                                                       | Luigia Pignatelli                                                    |  |  |       |  |  |                                       |  |  |                     |  |
|                                         |                                      | Adriana Carafa                                                       |                                                                      |  |  |       |  |  |                                       |  |  |                     |  |